# Momentum (2003)
Momentum ist ein Science-Fiction-Film von James Seale aus dem Jahr 2003. In Deutschland kam der Film nicht in die Kinos und wurde ab dem 19. April 2004 auf DVD vermarktet.

## Handlung
Der Lehrer Zachary Shefford verfügt über telekinetische Kräfte, die ihm im Rahmen eines militärischen Geheimprojektes Momentum durch Eingriffe verliehen wurden.
Das Momentum-Projekt wurde von dem Pentagon-Beauftragten Raymond Addison geleitet, welcher alle Telekinetiker aufspüren und vernichten lassen will. Sie werden als potentielle Bedrohung angesehen, und das Wissen über Addisons Projekt soll ein Staatsgeheimnis bleiben.
Im Auftrage Addisons unterwandert Shefford eine Widerstandsgruppe von Momentum-Überlebenden um den charismatischen Telekinetiker Adrian Geiger, welcher ihn vor die Wahl stellt, sich für oder gegen die Gemeinschaft der Telekinetiker zu entscheiden. Shefford verliebt sich in Adrians Tochter Tristen, zögert aber, sich dem Widerstand anzuschließen, da die Widerständler trotz ihrer hehren Ziele ihre Kräfte für kriminelle und terroristische Anschläge missbrauchen.
Im ehemaligen Forschungszentrum von Momentum kommt es schließlich zum tödlichen Aufeinandertreffen von Addison und Geiger. Unterstützt von der FBI-Agentin Jordan Ripps beschließt Zachary, sich fortan aus dem Machtkampf zwischen den Telekinetikern und der Regierung völlig herauszuhalten. Er ist jedoch der letzte Überlebende aus Geigers vernichteter Truppe und wird in Zukunft eine Existenz auf der Flucht vor dem Geheimdienst führen müssen. Geigers Tochter Tristen, Zacharys ehemalige Geliebte, lässt bald darauf einen Zug entgleisen. Damit setzt sie die Betätigung ihres Vaters fort.

## Kritiken
- Veronica Mixon schrieb in der „Film Gazette“, den Film könne man leicht vergessen. Er habe nur wenige originelle Elemente.[2]
- David Nusair kritisierte auf „Reel Film Reviews“ das Drehbuch und die Dialoge. Er schrieb, die Darstellungen seien besser als man es erwarten könne.[3]

## Hintergründe
Der Thriller wurde in Los Angeles und in Santa Clarita gedreht.